# Col du Grand Colombier
Col du Grand Colombier je 1501 meter visoki cestni gorski prelaz v francoskem delu Švicarske Jure. Prelaz leži na skrajnem jugu v masivu Grand Colombier, med vrhovoma Grand Colombier (1531 m) in Croix du Colombier (1525 m), skupaj s Col du Chasseralom (1502 m) najvišji cestni prelaz v Juri. Razgled z vrha je enkraten, tako na dolino reke Rone, jezero Bourget in sotesko Val-de-Fier kot na oddaljene vrhove Alp.
Col du Grand Colombier je eden najtežavnejših prelazov v Franciji, z 20 % klancem iz južne smeri. Prelaz je stalnica na kolesarski dirki Tour de l'Ain, pogosto je obiskovan tudi na Dirki po Dofineji, v letu 2012 je bil prvič obiskan tudi s strani kolesarske dirke po Franciji.

## Dirka po Franciji
| Leto | Etapa | Kategorija | Prvi na vrhu       | Stran           |
| ---- | ----- | ---------- | ------------------ | --------------- |
| 2012 | 10.   | HC         | Thomas Voeckler    | vzhodna (Culoz) |
| 2016 | 15.   | HC         | Rafał Majka        | zahodna (D120)  |
| 2016 | 15.   | 1.         | Rafał Majka        | vzhodna (Culoz) |
| 2017 | 9.    | HC         | Warren Barguil     | zahodna (D120c) |
| 2020 | 15.   | 1.         | Jesús Herrada      | zahodna (D120c) |
| 2020 | 15.   | HC         | Tadej Pogačar      | vzhodna (Culoz) |
| 2023 | 13.   | HC         | Michał Kwiatkowski | vzhodna (Culoz) |